# San Justo (Buenos Aires)
San Justo  is de hoofdplaats van de partido La Matanza in de provincie Buenos Aires. In 2001 had San Justo 105.247 inwoners.

## Religie
Het is sinds 1969 de zetel van het rooms-katholieke bisdom San Justo.